# تياغو مارتينز
تياغو مارتينز (بالبرتغالية: Thiago Martins Bueno‏) (17 مارس 1995 في البرازيل - ) هو لاعب كرة قدم برازيلي في مركز الدفاع. لعب مع نادي بالميراس ونادي بايساندو ‏.

## وصلات خارجية
- تياغو مارتينز على موقع رابطة كرة القدم اليابانية للمحترفين (اليابانية)
- تياغو مارتينز على موقع الدوري الأمريكي (الإنجليزية)
- تياغو مارتينز على موقع قاعدة بيانات كرة القدم.إي يو (الإنجليزية)
- تياغو مارتينز على موقع Soccerway.com (الإنجليزية)
- تياغو مارتينز على موقع عالم كرة القدم.نت (الإنجليزية)